# Im Dong-Hyun
Im Dong-Hyun (en coreano: 임동현; Chungju, 12 de mayo de 1986) es un deportista surcoreano que compitió en tiro con arco, en la modalidad de arco recurvo.
Participó en tres Juegos Olímpicos de Verano entre los años 2004 y 2012, obteniendo tres medallas: oro en Atenas 2004, oro en Pekín 2008 y bronce en Londres 2012. Ganó once medallas en el Campeonato Mundial de Tiro con Arco al Aire Libre entre los años 2003 y 2017.

## Palmarés internacional
| Juegos Olímpicos                 | Juegos Olímpicos            | Juegos Olímpicos  | Juegos Olímpicos |
| Año                              | Lugar                       | Medalla           | Prueba           |
| -------------------------------- | --------------------------- | ----------------- | ---------------- |
| 2004                             | Atenas (Grecia)             | Medalla de oro    | Equipo           |
| 2008                             | Pekín (China)               | Medalla de oro    | Equipo           |
| 2012                             | Londres (Reino Unido)       | Medalla de bronce | Equipo           |
| Campeonato Mundial al Aire Libre |                             |                   |                  |
| Año                              | Lugar                       | Medalla           | Prueba           |
| 2003                             | Nueva York (Estados Unidos) | Medalla de oro    | Equipo           |
| 2003                             | Nueva York (Estados Unidos) | Medalla de plata  | Individual       |
| 2007                             | Leipzig (Alemania)          | Medalla de oro    | Individual       |
| 2007                             | Leipzig (Alemania)          | Medalla de oro    | Equipo           |
| 2009                             | Ulsan (Corea del Sur)       | Medalla de oro    | Equipo           |
| 2009                             | Ulsan (Corea del Sur)       | Medalla de plata  | Individual       |
| 2011                             | Turín (Italia)              | Medalla de oro    | Equipo           |
| 2011                             | Turín (Italia)              | Medalla de oro    | Equipo mixto     |
| 2017                             | Ciudad de México (México)   | Medalla de oro    | Individual       |
| 2017                             | Ciudad de México (México)   | Medalla de oro    | Equipo mixto     |
| 2017                             | Ciudad de México (México)   | Medalla de bronce | Equipo           |